# Moscow River Cup
La Moscow River è stato un torneo femminile di tennis, giocatosi a Mosca in Russia. Ha fatto parte della categoria International e si è giocato sulla terra rossa. La prima nonché unica edizione si è giocata nel 2018. Dal 2019 è stato rimpiazzato dal torneo di Jūrmala.

## Albo d'oro

### Singolare
| Anno | Campionessa    | Finalista          | Punteggio        |
| ---- | -------------- | ------------------ | ---------------- |
| 2018 | Olga Danilović | Anastasia Potapova | 7–5, 6(1)–7, 6–4 |

### Doppio
| Anno | Campionesse                       | Finaliste                          | Punteggio |
| ---- | --------------------------------- | ---------------------------------- | --------- |
| 2018 | Anastasia Potapova Vera Zvonarëva | Alexandra Panova Galina Voskoboeva | 6–0, 6–3  |